# Destroyers Santa Cruz
Maillots
Le Club Destroyers est un club bolivien de football basé à Santa Cruz.

## Anciens joueurs
- Erwin Sánchez
- Luis Ramallo